# Priapichthys
Priapichthys – rodzaj ryb karpieńcokształtnych z rodziny piękniczkowatych (Poeciliidae).

## Klasyfikacja
Gatunki zaliczane do tego rodzaju:
- Priapichthys annectens
- Priapichthys caliensis
- Priapichthys chocoensis
- Priapichthys darienensis
- Priapichthys nigroventralis
- Priapichthys panamensis
- Priapichthys puetzi